# Каттабек
Каттабек (гг. рожд. и смерти неизв,) — средневековый деятель, наместник Бабура в городе Сайрам, брат Ахмада Касыма, наместника Бабура в Ташкенте.

## Биография
Сведения о Каттабеке и его деятельности содержатся в сочинении Мирзы Мухаммада Хайдара «Тарих-и Рашиди». При поддержке персидского шаха Бабура был захвачен ряд присырдарьинских городов в которых были назначены наместниками Каттабек и Ахмад Касым. В начале 16 века Бабур был изгнан из Мавераннахра Мухаммедом Шейбани и бежал в Афганистан, затем в Индию, где основал империю Великих Моголов. Его наместники в Сайраме и Ташкенте пытались организовать оборону своих городов, но не выдержали натиска Шибанидов. Ахмад Касым, прорвавшись через блокаду Шибанидов, бежал к Бабуру, а Каттабек признал власть новой династии. Впоследствии город Сайрам и его правитель Каттабек перешли под власть казахского хана Касыма (1511—21), вместе с которым Каттабек пытался завоевать Ташкент.